# Papp Szabolcs
Papp Szabolcs vagy közismert nevén Papp Szabi (Békéscsaba, 1976. február 19. –) a Supernem zenekar énekese és gitárosa. A zenekart 2002-ben alapította Papp Szabolcs énekes/basszusgitáros, Pulius Tibor gitáros, és Mózsik Imre dobos. Az együttes 2011-ig az eredeti felállásban zenélt, ekkor csatlakozott hozzájuk Kubányi Bálint billentyűs. 2016. november 26-án a zenekar hivatalos Facebook oldalán bejelentette az Óriásból is ismert Nagy Dávid dobos érkezését, ezzel 15 év után leváltotta az egyik alapító tagot, Mózsik Imrét.

## Magánélete
Házas, második feleségétől 2 gyermek édesapja.

## Televíziós szereplései
| Év        | Cím                                                 | Szerepkör  | Csatorna | Megjegyzés                                     |
| --------- | --------------------------------------------------- | ---------- | -------- | ---------------------------------------------- |
| 2008      | Jack Jack -Az igazi rocksztár az első próbán meghal | főszereplő |          | További szereplők: Ganxsta Zolee, Mester Tamás |
| 2017–2023 | Sztárban sztár                                      | zsűritag   |          |                                                |
| 2020      | Love Bistro                                         | versenyző  |          |                                                |
| 2023      | Mutasd a hangod!                                    | zsűritag   |          |                                                |
| 2024      | Megasztár                                           | zsűritag   |          |                                                |